# 拉索拉山
拉索拉山（法語：Puy de Lassolas）或稱佈依德拉松山，法語意為「被燒毀的火山」，位於法國中部的奥弗涅-罗讷-阿尔卑斯大区的克萊蒙費朗，是法國中央高原的一個火山群谢讷德皮的其中一座火山，高1187 公尺。拉索拉山與拉瓦什山（Puy de la Vache）一同形成了火山群的火山口，各佔一半。從兩個火山流出來的熔岩流經多個山谷，形成多個湖泊。這些湖泊比較有名的有北部卡西耶尔湖（Lac de la Cassière）及南邊艾達湖（Lac d'Aydat）。 

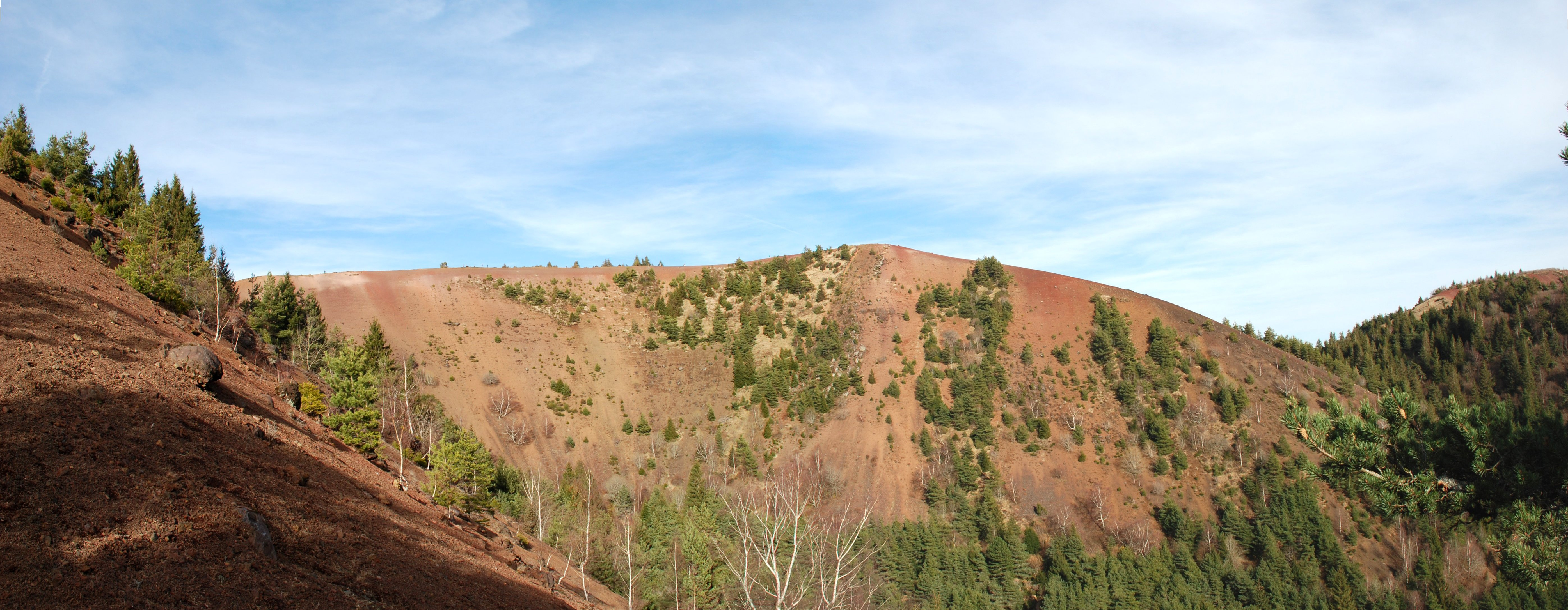
拉索拉山頂的景觀

雷爾運動的創辦人雷爾聲稱在這裡遇見他稱為埃洛希姆（Elohim）的外星人。
45°42′42″N 2°57′30″E / 45.71166°N 2.95828°E